# Hisar (Indie)
Hisar (hindi हिसार) – miasto w Indiach, w stanie Hariana. W 2001 miasto to zamieszkiwało 256 810 osób.
Miasto Hisar założono w 1356.
W mieście rozwinął się przemysł bawełniany oraz rzemiosło tkackie.